# Masao Nozawa
Masao Nozawa (野澤 正雄 Nozawa Masao?, 26 de agosto de 1906 - 18 de noviembre de 1994) fue un futbolista japonés que se desempeñaba como centrocampista.
Nozawa fue elegido para integrar la selección nacional de Japón para los Juegos del Lejano Oriente de 1930. En 1930, Nozawa jugó 2 veces para la selección de fútbol de Japón.

## Trayectoria

### Clubes
| Club                          | País  | Año  |
| ----------------------------- | ----- | ---- |
| Universidad Imperial de Tokio | Japón | ???? |

### Selección nacional
| Selección | País  | Año  |
| --------- | ----- | ---- |
| Absoluta  | Japón | 1930 |

## Estadística de equipo nacional
| Selección de Japón | Selección de Japón | Selección de Japón |
| Año                | Part.              | Goles              |
| ------------------ | ------------------ | ------------------ |
| 1930               | 2                  | 0                  |
| Total              | 2                  | 0                  |